# Pseudorus piceus
Pseudorus piceus är en tvåvingeart som beskrevs av Walker 1851. Pseudorus piceus ingår i släktet Pseudorus och familjen rovflugor. Inga underarter finns listade i Catalogue of Life.